# Baitu, Jiangsu
Baitu (kinesiska: 白兔, 白兔镇) är en köping i Kina. Den ligger i provinsen Jiangsu, i den östra delen av landet, omkring 53 kilometer öster om provinshuvudstaden Nanjing. Antalet invånare är 39 228. Befolkningen består av 19 691 kvinnor och 19 537 män. Barn under 15 år utgör 8,0 %, vuxna 15-64 år 78 %, och äldre över 65 år 13,0 %.
Runt Baitu är det tätbefolkat, med 550 invånare per kvadratkilometer. Närmaste större samhälle är Guyang, 19,2 km norr om Baitu. Trakten runt Baitu består till största delen av jordbruksmark.
Genomsnittlig årsnederbörd är 1 331 millimeter. Den regnigaste månaden är juli, med i genomsnitt 251 mm nederbörd, och den torraste är december, med 37 mm nederbörd.